# 大梁子河
大梁子河：一条流经中国云南省东南部和越南老街省东北部的国际河流，是斋河右岸支流，上游称咪湖河，发源于中国云南省文山壮族苗族自治州马关县西部八寨镇芦差塘村委会养鸭塘村，向南流至篾厂乡转东流，此段又称桥头大河，经红河州河口瑶族自治县桥头苗族壮族乡，穿流于马关县与河口县之间的峡谷，有3段河段构成两县界河，至马关县小坝子镇半坡村委会大梁子左纳响水河后转南流，成为中越两国界河，干流始称“大梁子河”，作为界河向南奔流约10.8千米至小坝子镇金竹棚村委会拉气西南汇入斋河。中国境内河长68.1千米，落差1845米，流域面积1117.3平方千米。年均径流量10.33亿立方米。